# Gabriele Oriali
Gabriele Oriali (Como, Lombardía, 25 de noviembre de 1952) es un exfutbolista italiano. Se desempeñaba en la posición de centrocampista.

## Selección nacional
Fue internacional con la selección de fútbol de Italia en 28 ocasiones y marcó 1 gol. Debutó el 21 de diciembre de 1978, en un encuentro amistoso ante la selección de España que finalizó con marcador de 1-0 a favor de los italianos.

### Participaciones en Copas del Mundo
| Mundial                        | Sede   | Resultado |
| ------------------------------ | ------ | --------- |
| Copa Mundial de Fútbol de 1982 | España | Campeón   |

### Participaciones en Eurocopas
| Eurocopa      | Sede   | Resultado |
| ------------- | ------ | --------- |
| Eurocopa 1980 | Italia | Semifinal |

## Clubes
| Club                | País   | Año         |
| ------------------- | ------ | ----------- |
| Inter de Milán      | Italia | 1970 - 1983 |
| A. C. F. Fiorentina | Italia | 1983 - 1987 |

## Palmarés

### Campeonatos nacionales
| Título      | Club           | País   | Año     |
| ----------- | -------------- | ------ | ------- |
| Serie A     | Inter de Milán | Italia | 1970-71 |
| Copa Italia | Inter de Milán | Italia | 1977-78 |
| Serie A     | Inter de Milán | Italia | 1979-80 |
| Copa Italia | Inter de Milán | Italia | 1981-82 |

### Copas internacionales
| Título                 | Equipo              | País   | Año  |
| ---------------------- | ------------------- | ------ | ---- |
| Copa Mundial de Fútbol | Selección de Italia | Italia | 1982 |